# Franz Schneider (Fotograf)
Franz Schneider (* 1. Januar 1898 in Luzern; † 22. Oktober 1974 ebenda) war ein Schweizer Fotograf. Er war ein Pionier der Farbfotografie und der Landschaftsfotografie.

## Biografie

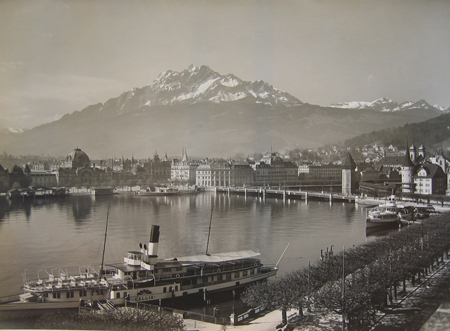
Ansicht der Stadt Luzern mit Pilatus

Nach seiner Ausbildung arbeitete er im Fotogeschäft von Emil Goetz. Von 1930 bis 1965 führte er ein Fachgeschäft für Fotografie an der Weggisgasse in Luzern. Im Jahr 1948 gründete er einen Kunst- und Kartenverlag in Luzern. Er war der Lehrmeister von Peter Ammon, einem Schweizer Fotografen der sich, wie Theo Frey, um die Dokumentation des ländlichen Lebens in der Schweiz verdient gemacht hat.
Bis 1965, als er sich aus dem Berufsleben nach Treiso d’Alba im Piemont zurückzog, arbeitete er für verschiedene Zeitungen und Bildzeitschriften aus dem In- und Ausland (z. B. Camera), Kalenderhersteller und Grossdruckereien. Franz Schneider prägte mit seinen Landschaftsbildern und Postkartenansichten von Luzern und der Zentralschweiz das Bild der Schweiz im Ausland.
Er starb am 22. Oktober 1974.

## Ausstellungen
- Photographie in der Schweiz – Heute, Gewerbemuseum, Basel 1949

## Publikationen
- Lac de Lucerne, 1934, Orell Füssli, Zürich
- Das Kunst- und Kongresshaus in Luzern, 1935, J. Hoffmann Verlag, Stuttgart
- Führer durch Luzern – Guide to Lucerne, 1936, Räber, Luzern
- Stadt und Land Luzern, 1938, Eugen Haag, Luzern
- Luzern, Haupt Verlag, Bern 1947
- Luzern: Ein kleines Stadtbuch, Offizielles Verkehrsbureau, Luzern 1956
- «Das Heimatbuch», Interverlag AG, Zürich 1944
- Photo 49 (Sonderheft von Publicité et Arts Graphiques), Genf 1949
- Das Sonnenbuch vom Bündnerland, vom Wallis und Tessin, Verbandsdruckerei, Bern 1957